# Pelé do Vôlei
 José Francisco Filho  (Belo Horizonte, 19 de março de 1958)  é um ex-voleibolista indoor  brasileiro, que teve marca de 95 cm de impulsão vertical e atuou em clubes nacionais e internacionais, atuando na posição de Ponta e Oposto. E representando a Seleção Brasileira conquistou o tetracampeonato em edições do Campeonato Sul-Americano, nos anos de 1981, 1983, 1985 e 1987, sediadas no Chile, Brasil, Venezuela e Uruguai, respectivamente; possui a medalha de bronze na edição dos Jogos Pan-Americanos de 1987 em Indianápolis e o bronze na Copa do Mundo do Japão de 1981 e semifinalista na Copa do Mundo de 1985.Em clubes possui o bicampeonato no Campeonato Sul-Americano de Clubes nos anos de 1984 e 1985, sediado no Peru e no Paraguai respectivamente, além de duas medalhas de prata nas edições dos anos de 1986 e 1987,  realizadas no Chile e Bolívia, respectivamente.

## Carreira
Pelé teve uma infância conturbada, com apenas seis anos de idade foi interno na antiga Fundação Estadual para o Bem Estar do Menor (FEBEM) juntamente com seus dez irmãos, isto por causa do falecimento de seu pai, e foram deixados lá por sua mãe Maria Aliança por ser uma família pobre  e numerosa. Ao sair da instituição  com 12 anos começou a trabalhar como trocador de ônibus.
Com 15 anos de idade começou a praticar o voleibol nas brincadeiras de rua, teve vários empregos, e  chegou ser centroavante América Mineiro, na categoria infantil.
Ingressou nas categorias de base do  Guaíra Clube, no bairro de Bethânia,na época era a quarta força entre os clubes de Belo Horizonte,onde ficou por seis meses,  como foi um dos destaques do clube no Campeonato Metropolitano logo despertou interesse  do Olympico que o contratou com apenas 16 anos, seguindo os passos de sua irmã Maria Auxiliadora,que na época tinha integrado a Seleção Mineira e era uma atleta de destaque naquele tempo. e com 17 anos já tinha estatura de 1,87m
Depois foi contratado pelo  Minas Tênis Clube.Em 1976 a Telemig lançou o projeto “Adote um atleta” e ele foi adotado e recebeu um emprego de técnico de comunicação de PABX e era atleta do clube em 1977 a 1979, conquistando os títulos do Campeonato Mineiro e Metropolitano.
Em 1980 transfere-se para  o Galo através do dirigente Elias Kalil e participou da conquista o primeiro título  do Campeonato Mineiro para este clube em 1980 diante do arquirrival Minas Tênis Clube  e neste passou quatro anos, conquistando os títulos do Campeonato Mineiro de 1981, 1982 e 1983 e por este clube conquistou três títulos do Campeonato Metropolitano, nos anos de 1981, 1982 e 1983, na época sob o comando do técnico Sohn.
Em 1981 foi convocado para Seleção Brasileira para disputar o Campeonato Sul-Americano realizado no Chile em 1981 e conquistou o bronze na Copa do mundo do Japão no mesmo ano.
Retornou ao Fiat/Minas em 1984 sagrando-se o bicampeão do Campeonato Mineiro de 1984 e 1985,  bicampeonato no Campeonato Sul-Americano de Clubes, nos anos de 1984 e 1985, nas cidades de Lima  e Assunção, respectivamente; além do tricampeonato do Campeonato Brasileiro de 1984, 1985 e 1986  e foi medalhista de prata no Campeonato Sul-Americano de Clubes de 1986 em Santiago do Chile e vice novamente na edição de 1987 em La Paz na Bolívia.
Pelo Fiat/Minas foi tricampeão do Torneio Sant Antoni, na Holanda e novamente representou a Seleção Brasileira na conquista do título do Campeonato Sul-Americano  de 1983 em São Paulo, no Brasil. E ainda pela seleção obteve o tricampeonato continental na edição do ano de 1985 em Caracas, na Venezuela.
Em 1985 foi convocado para Seleção Brasileira para disputar a Copa do Mundo do Japão, avançando as semifinais e finalizando na quarta colocação, foi eleito a Revelação do campeonato.Esteve na equipe que se preparava para  edição do Campeonato Mundial de 1986 na França e foi cortado posteriormente.
Em 1987 foi novamente convocado para Seleção Brasileira para disputar o Torneio Pré-Olímpico, mas após uma excursão pelos Estados Unidos emagreceu cerca de seis quilos por causa de uma virose e alegou não ter condições físicas para a referida disputa. Recuperado  representou a seleção principal na edição dos Jogos Pan-Americanos de 1987 em Indianápolis, nos Estados Unidos, ocasião que contribuiu para a conquista da medalha de bronze, e obteve o tetracampeonato no Campeonato Sul-Americano de 1987 em Montevidéu, no Uruguai.
Ainda m 1987  atuou pelo clube catarinense  Sadia/Concórdia conquistando o título do Campeonato Catarinense neste ano, mas retornou em 1988 para o Fiat/Minas.
Somando títulos do Campeonato Mineiro e Metropolitano  ele colecionou um total de dezenove títulos. Foi eleito sete vezes consecutivamente o Melhor Atacante do Campeonato Brasileiro.Durante nove anos serviu a Seleção Brasileira disputando um total de 165 jogos.No período de 1990 a 1992 transferiu-se para o voleibol europeu, atuando em clubes na Itália, Cagliari quando regressou ao Brasil, iniciou a trabalhar como professor, fundando escolas de voleibol, dedicou-se a treinar de crianças a adulto, dos oito aos 18 anos, cujo nome era Escola de Vôlei Pelé, visando não só a formar atletas, como também cidadãos.
Foi assistente técnico do elenco adulto do Vivo/Minas até a temporada 2012-13.Atuando como treinador  das categorias de base do Minas Tênis Clube conquistou dez títulos no Campeonato Mineiro na categoria infanto-juvenil, cinco títulos no Campeonato Mineiro Juvenil, alcançando o tricampeonato na Taça Paraná e além dos títulos representando a Seleção Mineiro  nas categorias de base.
Ele é pai  Rafael e Bárbara, filhos do casamento com Yolanda Lacerda Francisco.Também enveredou na carreira política, candidatando-se ao cargo de vereador de Belo Horizonte em 2012, sendo eleito com 4.546 votos, pelo PT do B, sendo desfiliado por desavenças com a direção nacional do partido se filiando ao PSB.

## Títulos e resultados
- Copa do Mundo:1985[13]
- Campeonato Brasileiro: 1984,[2][5] 1985[2][5] e 1986[2][5]
- Campeonato Mineiro:1977,[1]1978,[1]1979,[1] 1980,[6]1981,1982,1983,[2]1985,[2]1986[2]
- Campeonato Metropolitano:1977,[1] 1978,[1] 1979,[1] 1980,[1] 1981,[1] 1982,[1]1983,[4] 1984,[1]1985,[1]1986[1]
- Torneio de Torneio Sant Antoni:(3 vezes) [1]
- Campeonato Catarinense:1987[1]

## Premiações individuais
- Reveleção da Copa do Mundo de 1985[3]
- Melhor Atacante do Campeonato Brasileiro: (7 vezes)[2]